# Carmânia (cidade)
Pronunciação
Carmânia ou Quermã (Kerman) é uma cidade no Distrito Central do Condado da Carmânia, província da Carmânia, Irã, e serve como a capital da província, condado e distrito.
No Censo Nacional de 2006, sua população era de 496 684 habitantes em 127 806 domicílios.  O censo seguinte, em 2011, contou 534 441 pessoas em 147 922 domicílios. O último censo em 2016 mostrou uma população de 537 718 pessoas em 162 677 domicílios.
É a maior e mais desenvolvida cidade da província e uma das cidades mais importantes do sudeste do Irã. É também uma das maiores cidades do Irã em termos de área. A cidade é o lar de muitas mesquitas históricas e templos de fogo zoroastristas. Carmânia foi a capital de dinastias iranianas várias vezes durante sua história. Ele está localizado em uma grande planície, 800 km (500 milhas) a sudeste de Teerã, a capital do Irã.

## História
Carmânia foi fundada como um posto avançado defensivo, com o nome Vé-Ardaxir, por Artaxes I, fundador do Império Sassânida, no século III Após a Batalha de Neavande em 642, a cidade ficou sob domínio muçulmano. No início, o relativo isolamento da cidade permitiu que carijitas e zoroastristas prosperassem lá, mas os carijitas foram dizimados em 698, e a população era majoritariamente muçulmana em 725. Já no século VIII, a cidade era famosa por sua fabricação de xales de lã de caxemira e outros têxteis. A autoridade do Califado Abássida sobre a região era fraca, e o poder passou no século X para os emires buídas. A região e a cidade caíram para Mahmud de Ghazni no final do século X. O nome Carmânia foi adotado em algum momento do século X.
Sob o domínio dos turcos seljúcidas nos séculos XI e XII, Carmânia permaneceu praticamente independente, conquistando Omã e Fars. Quando Marco Polo visitou Carmânia em 1271, tornou-se um importante empório comercial ligando o Golfo Pérsico com Coração e Ásia Central. Posteriormente, no entanto, a cidade foi saqueada muitas vezes por vários invasores. Carmânia expandiu-se rapidamente durante a dinastia safávida. Tapetes e carpetes foram exportados para a Inglaterra e Alemanha durante este período.

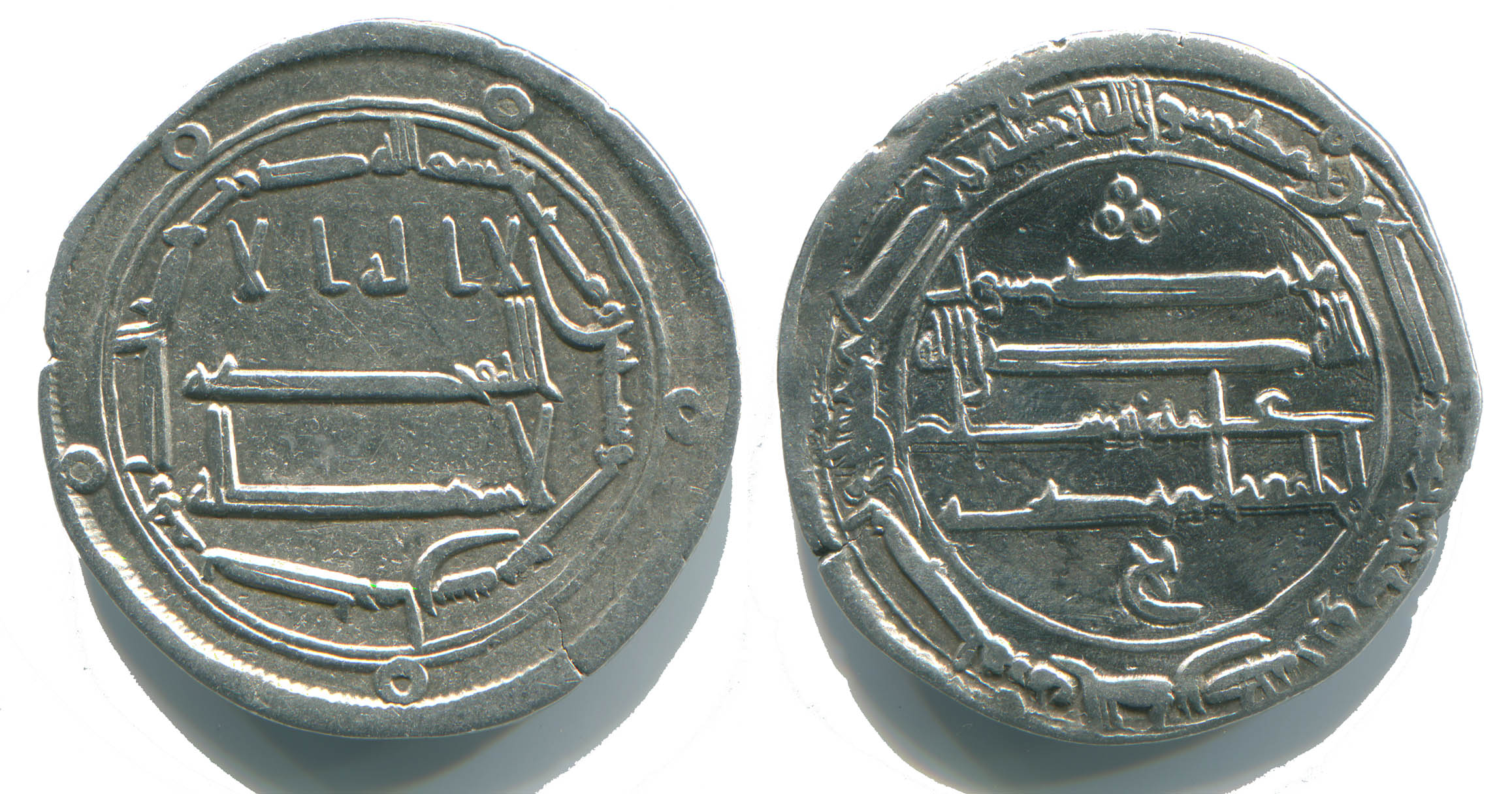
Dirrã do califa abássida Almadi, século VIII. Prata 2,95 g

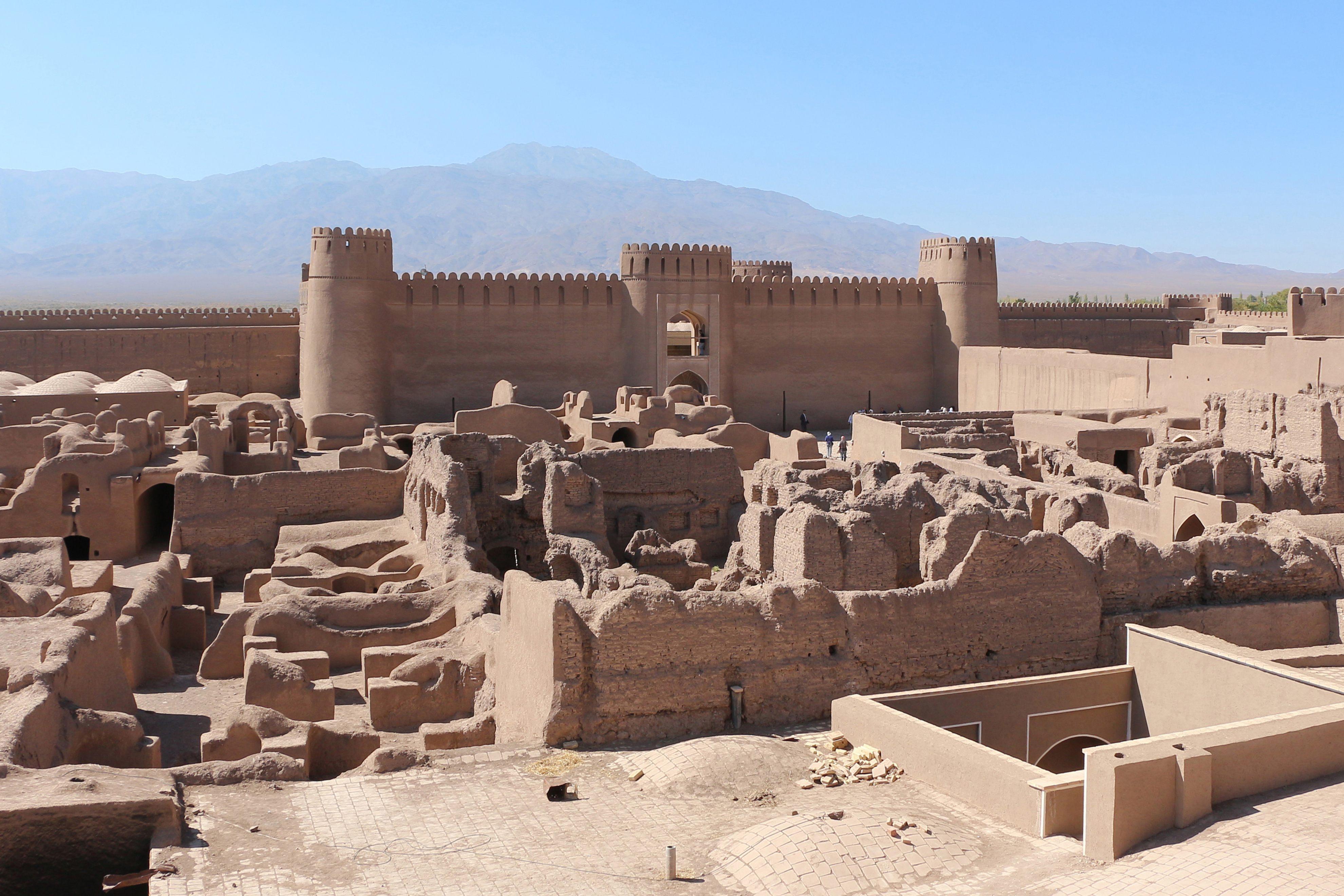
O Castelo de Rayen, o segundo maior edifício de tijolos do mundo

Em 1793, Lotefe Ali Cã derrotou os cajares, e em 1794 capturou Carmânia. Mas logo depois ele foi cercado em Carmânia por seis meses por Aga Maomé Cã Cajar. Quando a cidade caiu nas mãos de Aga Maomé Cã, irritado com o apoio popular que Lotefe Ali Cã havia recebido, muitos dos habitantes do sexo masculino foram mortos ou cegos, e uma pilha foi feita de 20 000 globos oculares destacados e derramada na frente do vitorioso Aga Maomé Cã. Muitas mulheres e crianças foram vendidas como escravas, e em noventa dias a cidade se transformou em ruínas. No entanto, os zoroastristas de Carmânia, que tinham sido fortes apoiantes de Lotefe Ali Cã, sofreram mais a ira do fundador do Império Cajar durante este período.
A atual cidade de Carmânia foi reconstruída no século XIX a noroeste da cidade velha, mas a cidade não voltou ao seu tamanho anterior até o século XX.
Em 2024, pelo menos 80 pessoas morreram em uma explosão em um cemitério.

## Galeria

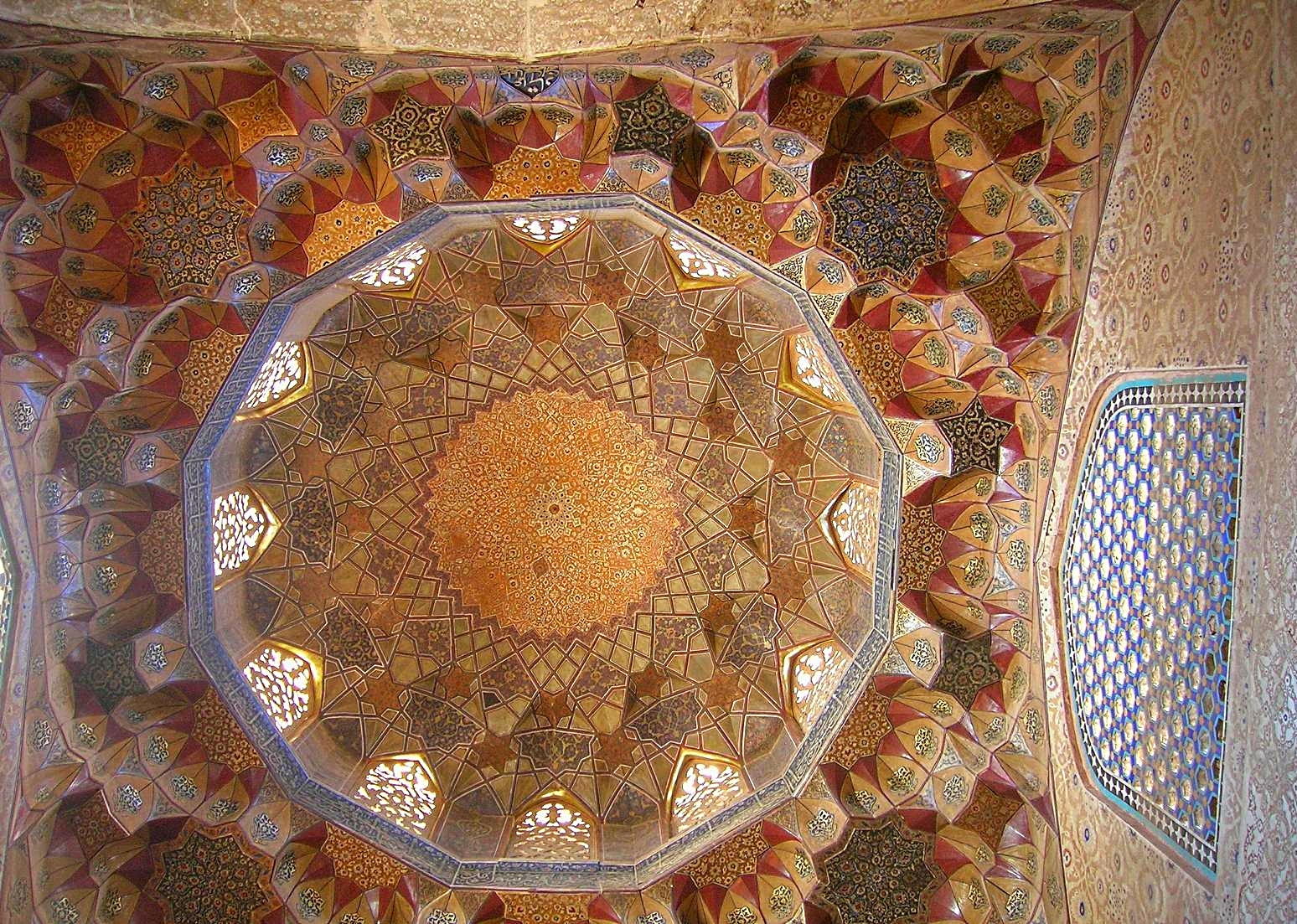
Mesquita de Ganjali Cã
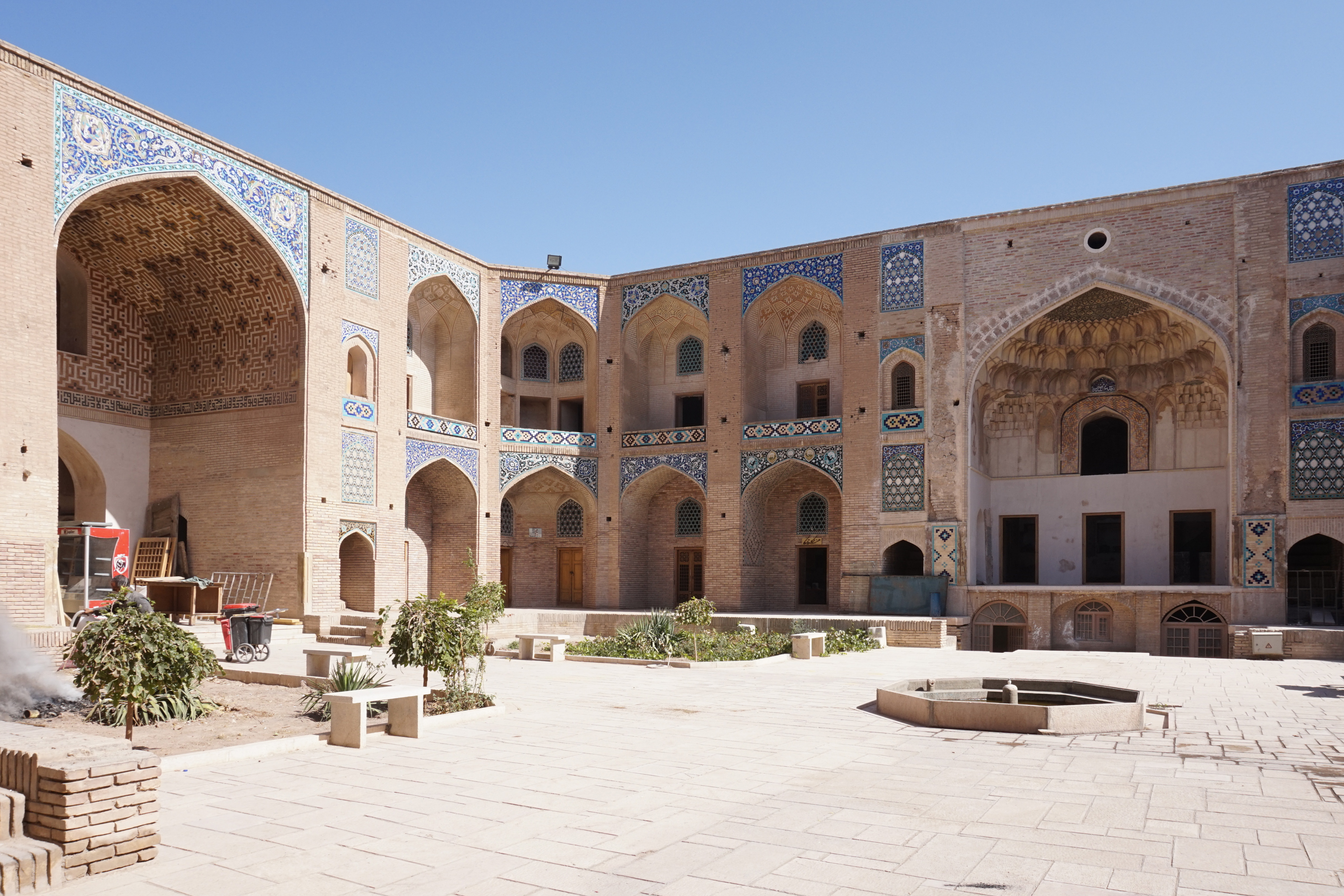
Caravançarai de Ganjali Cã
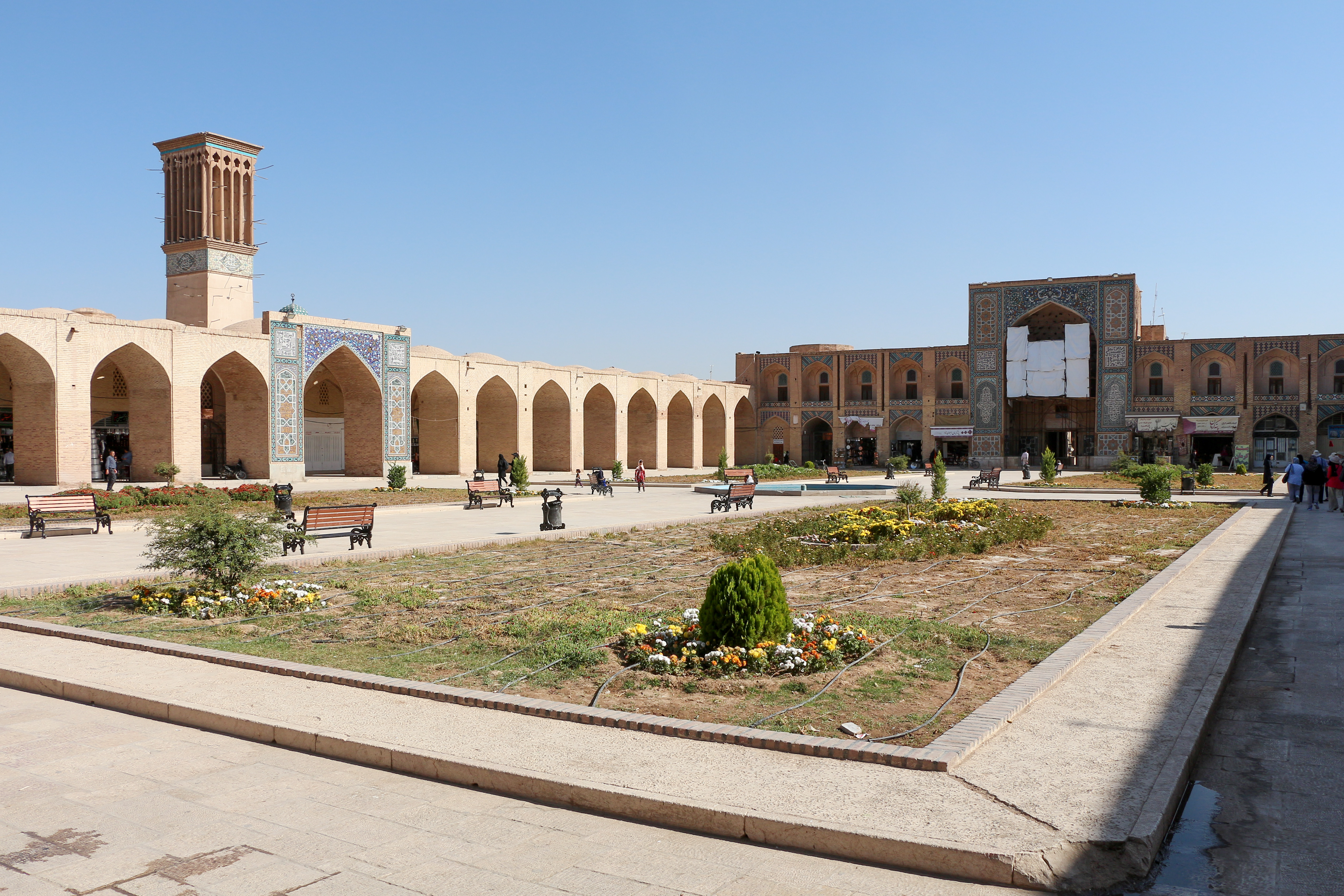
Praça de Ganjali Cã
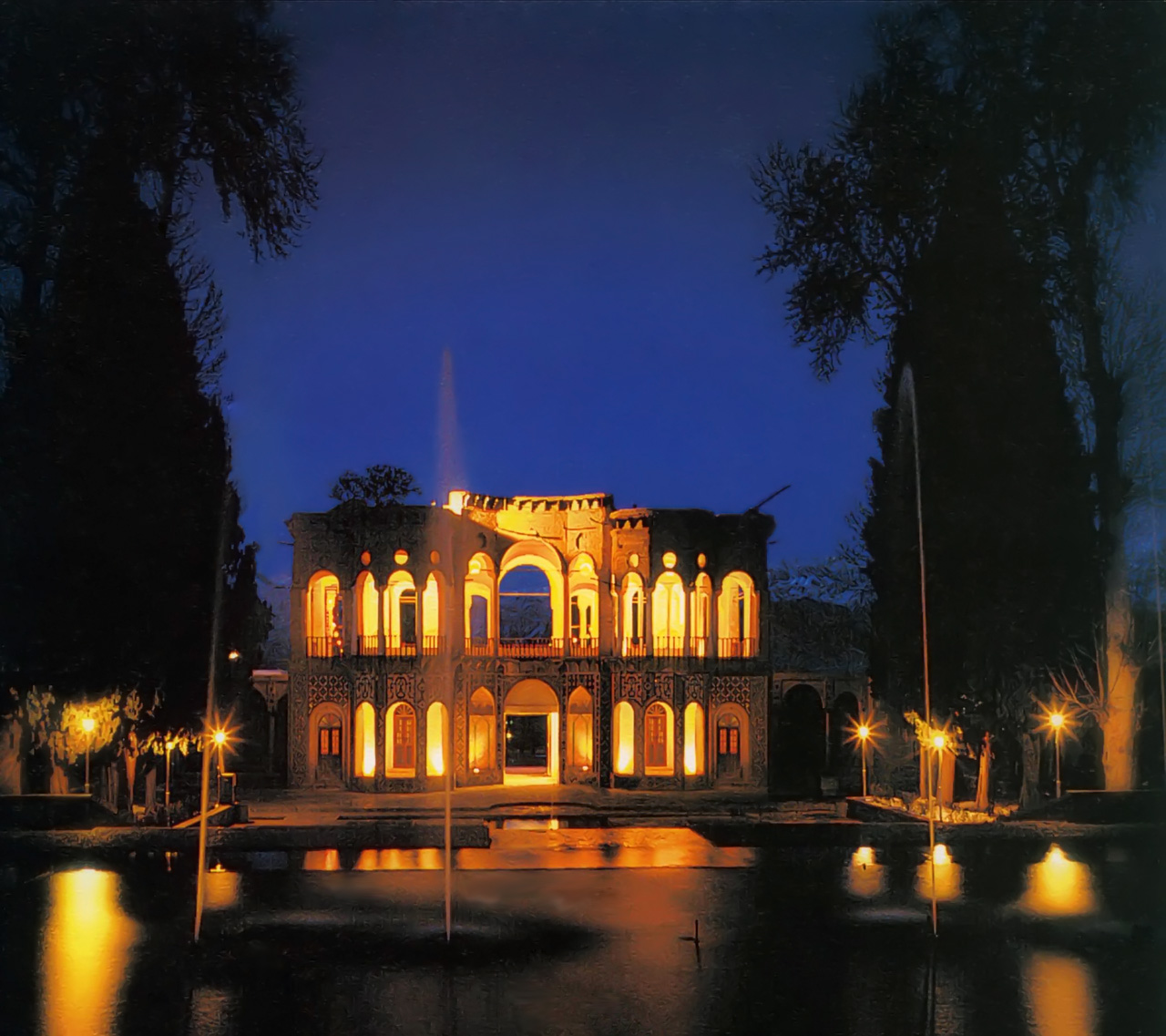
Jardim Xazdé (Jardim do Príncipe)
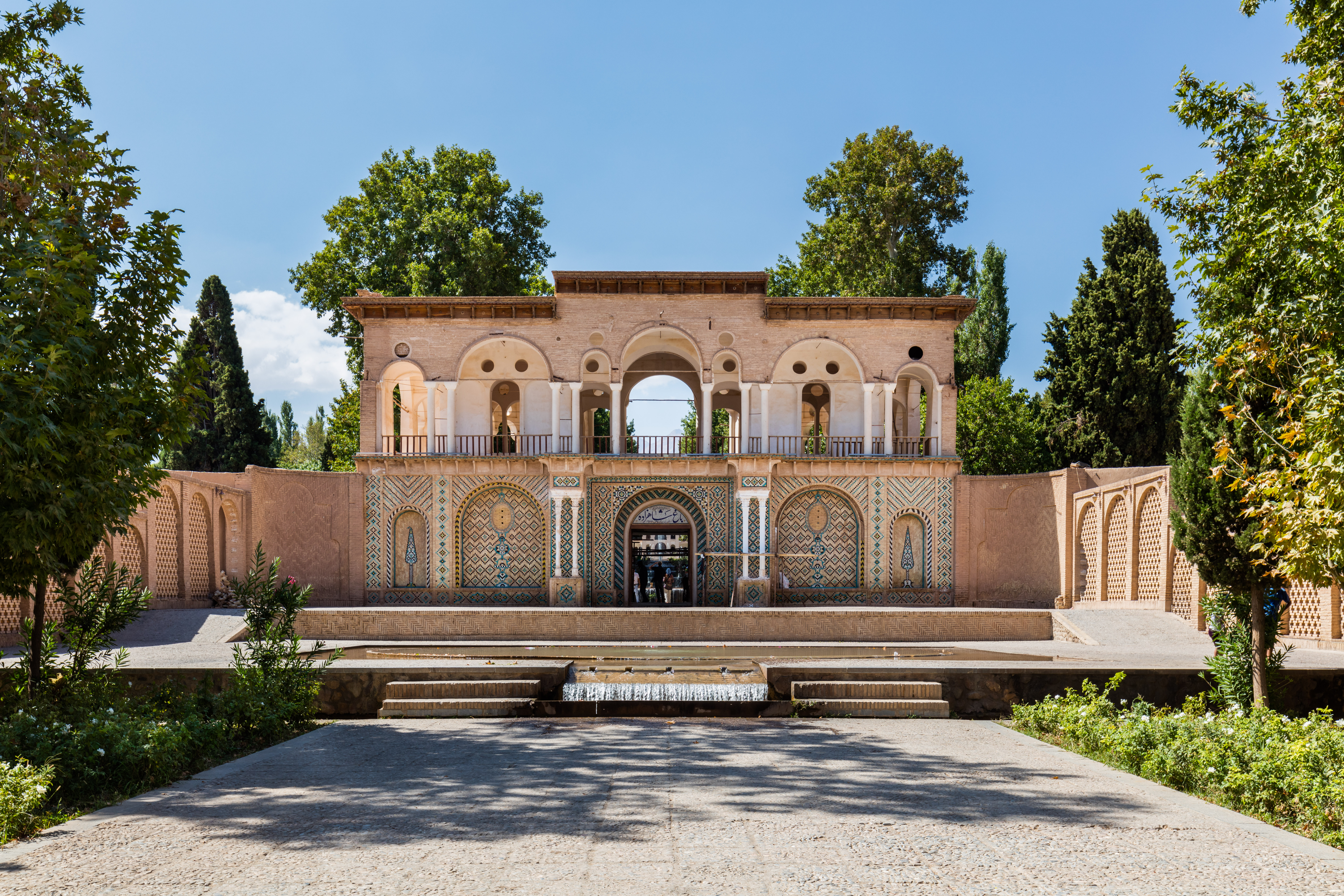
Jardim Xazdé
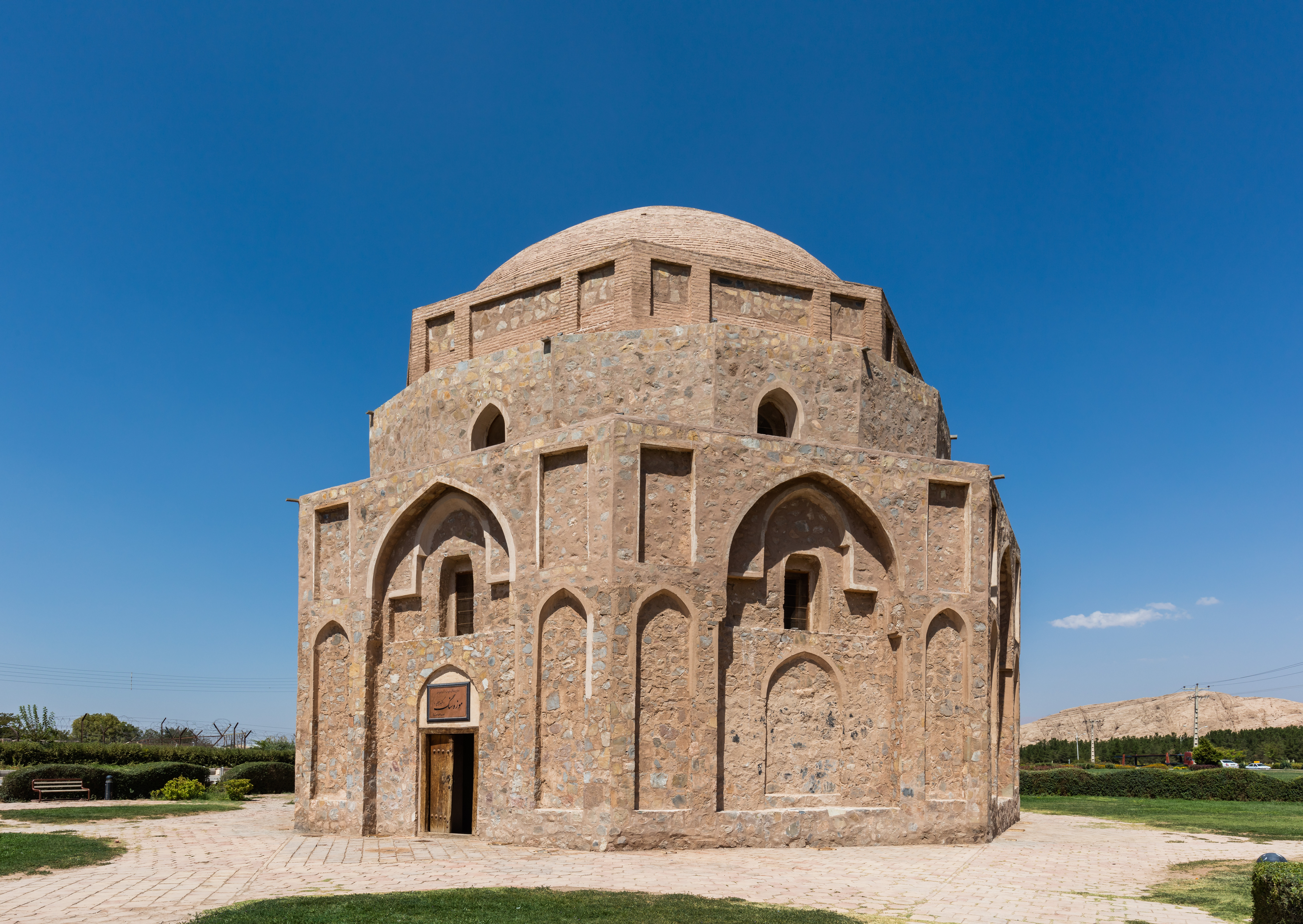
Cúpula de Jabalié
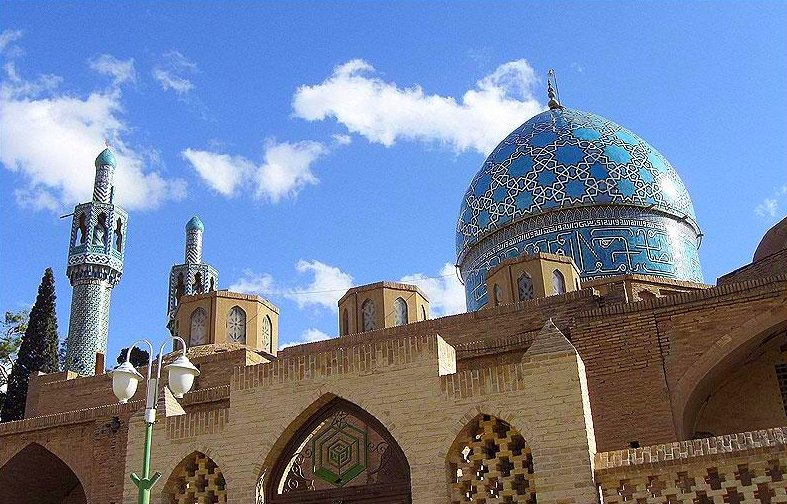
Santuário sagrado de Xá Nimatulá Uáli
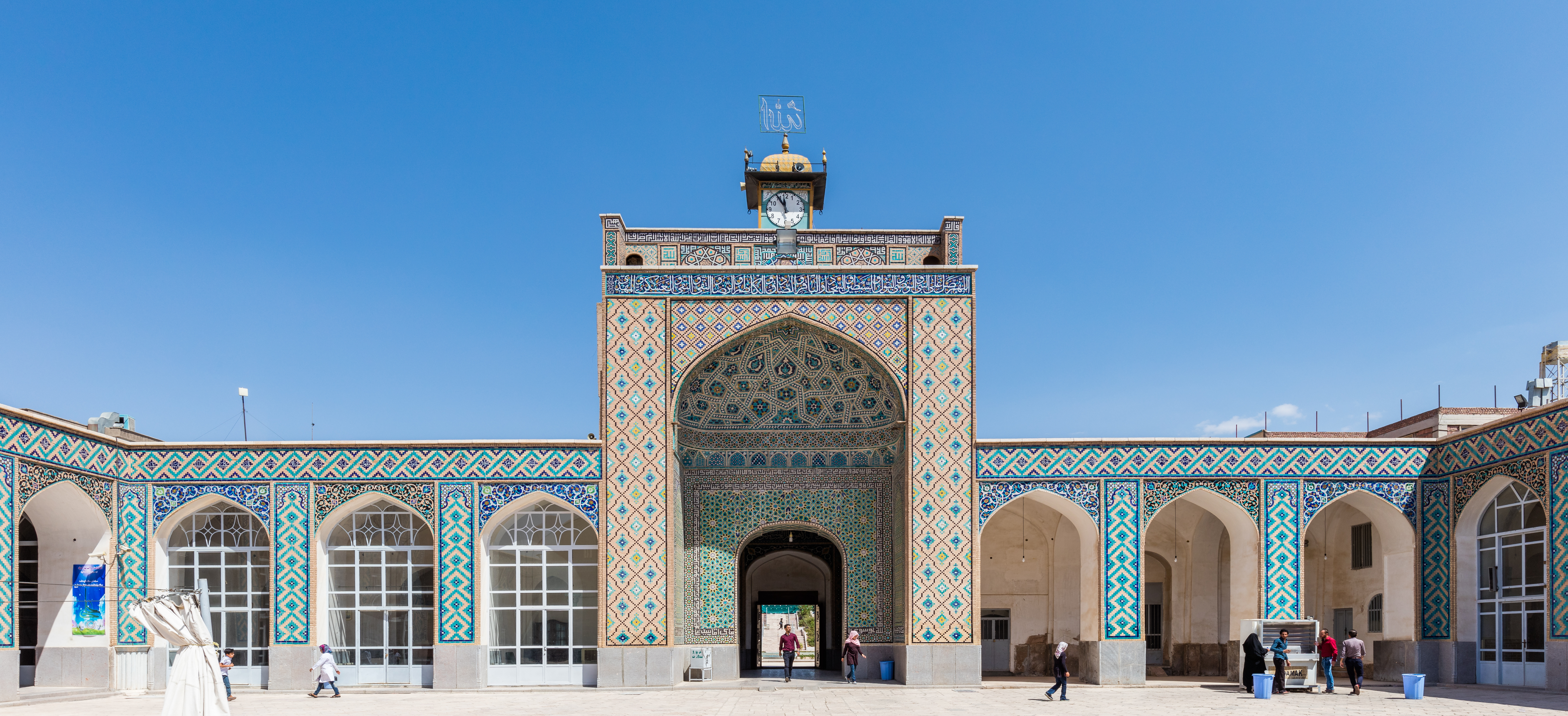
Entrada para a Mesquita Jamé de Carmânia (também conhecida como Mesquita de Sexta-feira)
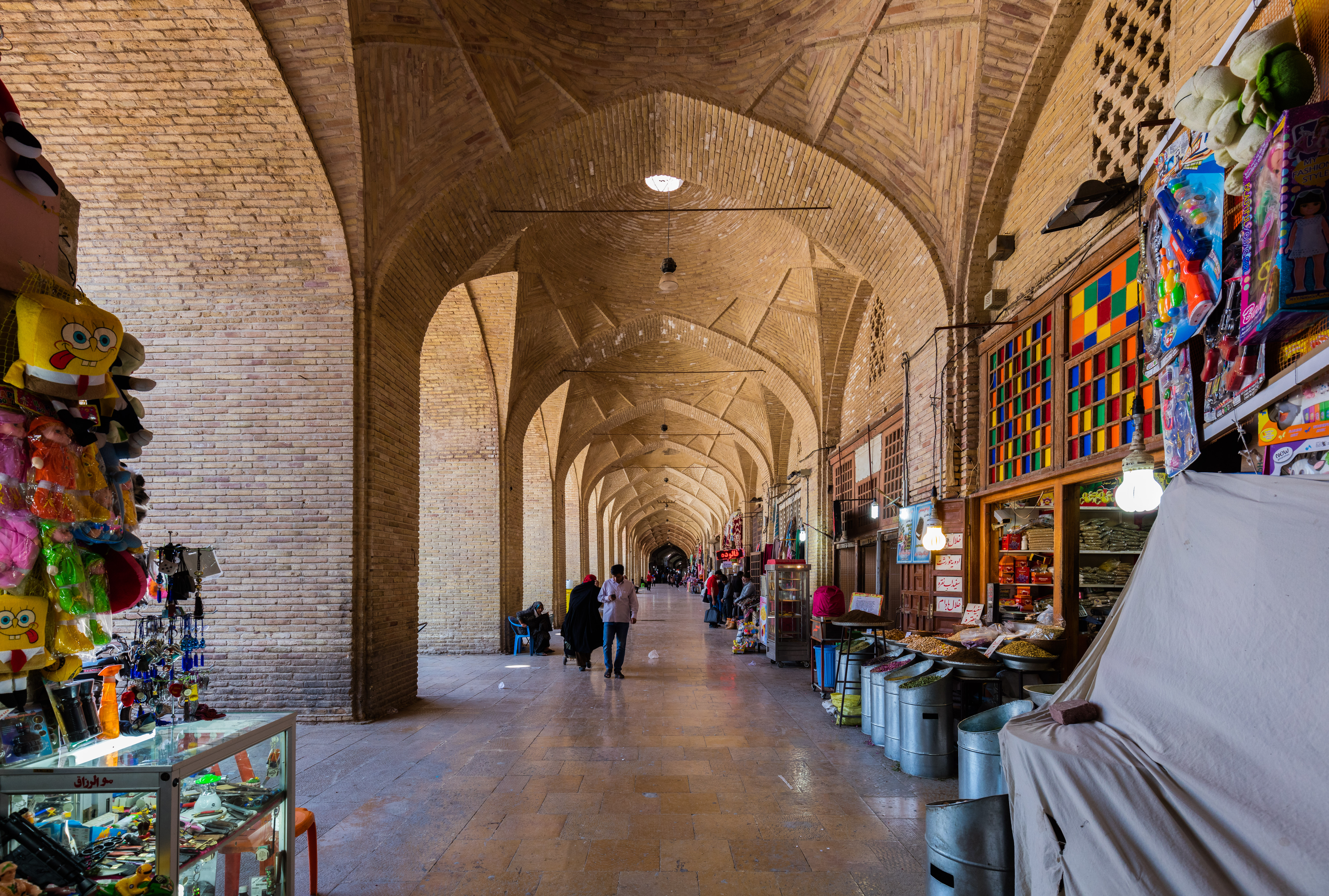
Grande Bazar de Carmânia
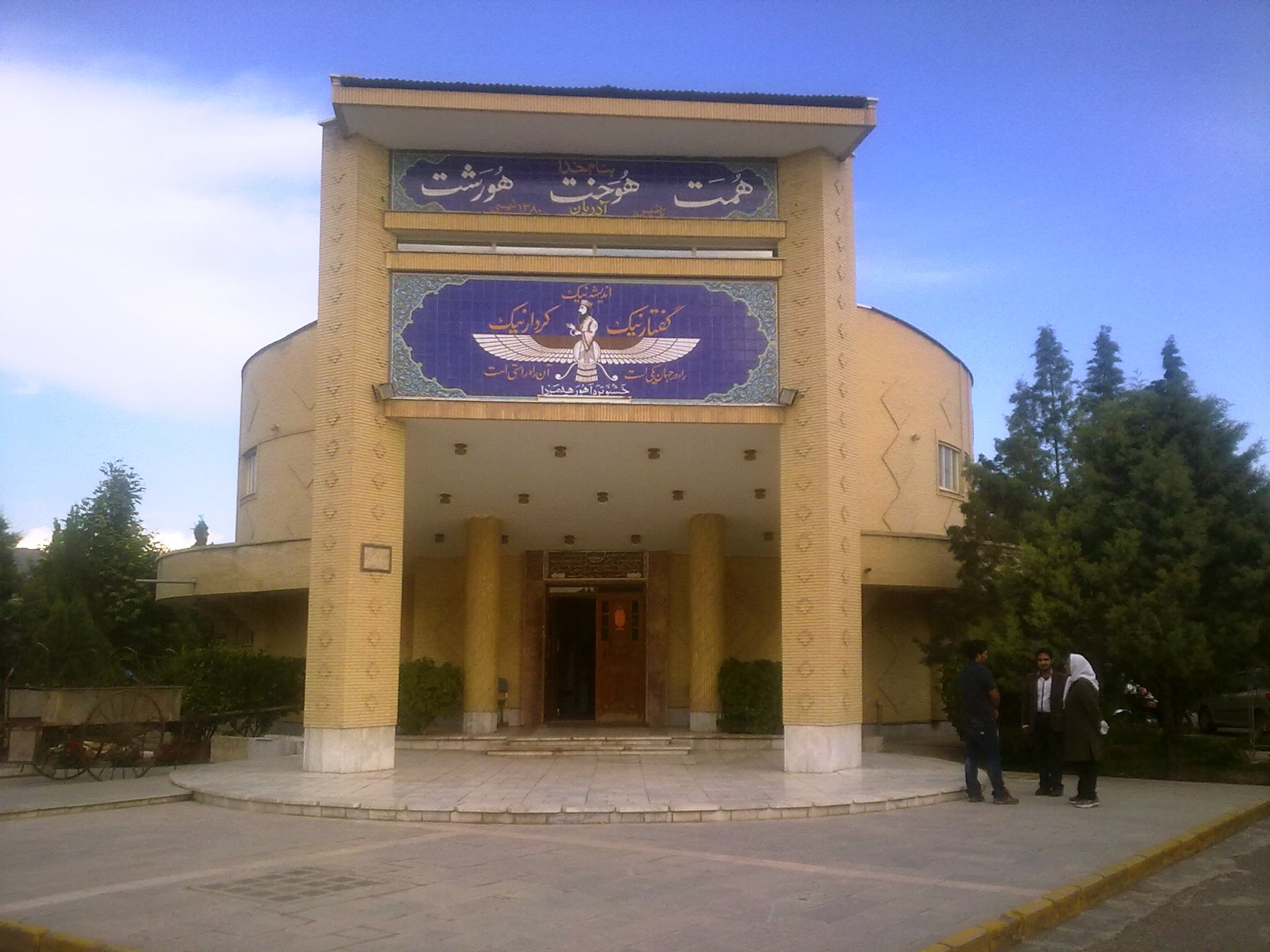
Museu dos Zoroastristas
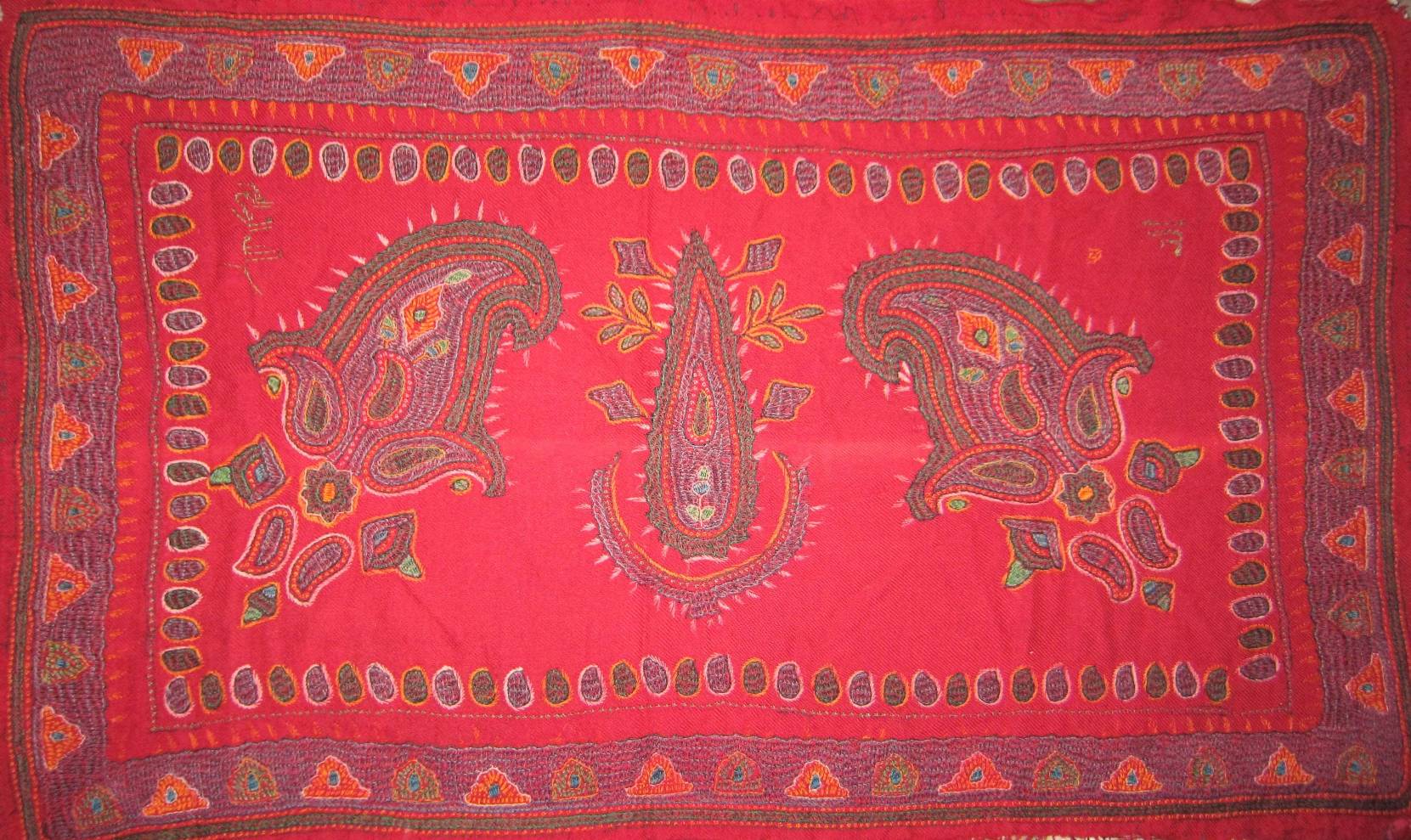
Patteh de Carmânia
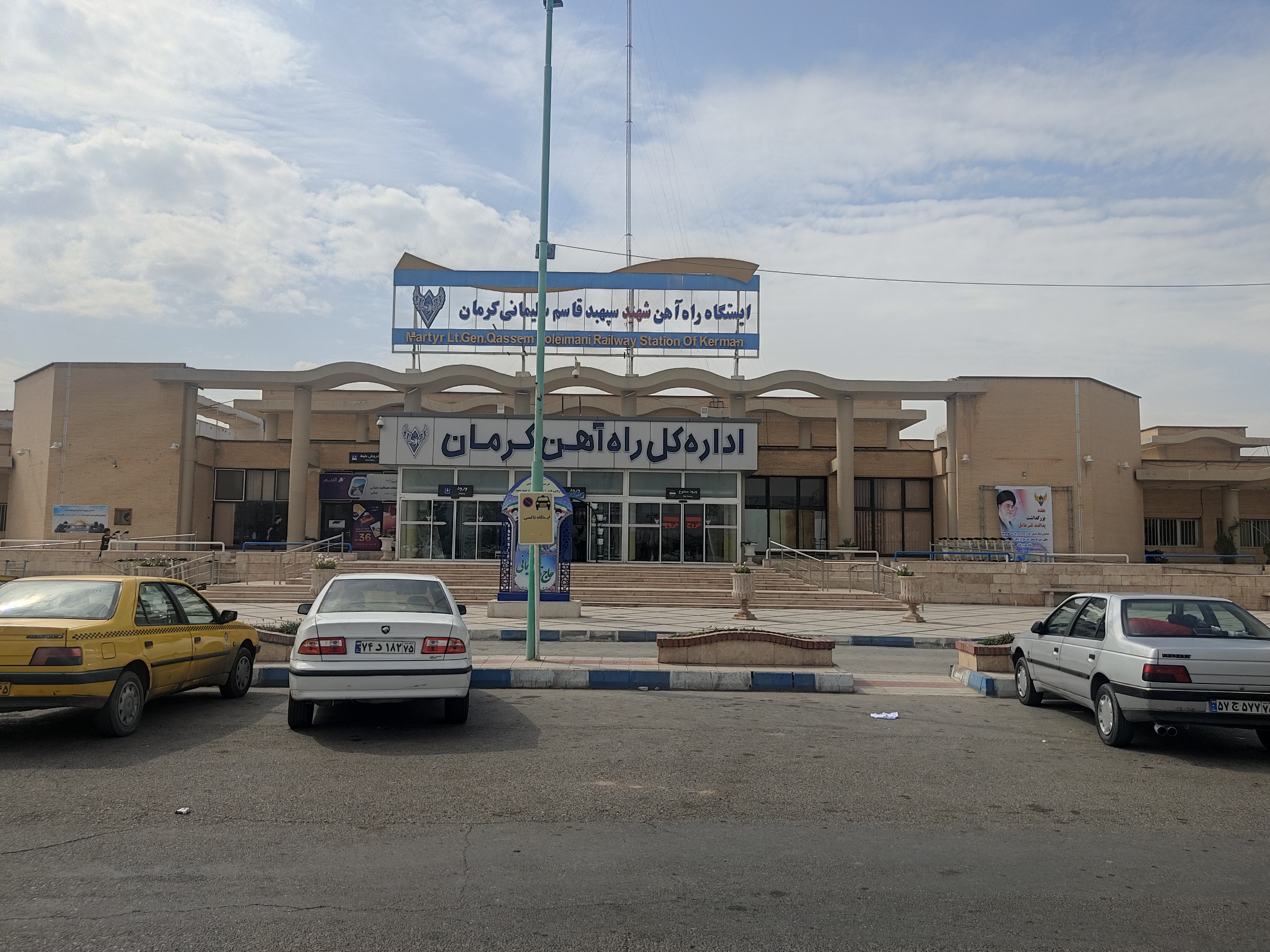
Estação Ferroviária de Carmânia